# Phytomyza corni
Phytomyza corni este o specie de muște din genul Phytomyza, familia Agromyzidae, descrisă de Johann Heinrich Kaltenbach în anul 1859.
Este endemică în Germania. Conform Catalogue of Life specia Phytomyza corni nu are subspecii cunoscute.